# Nissewaard
Nissewaard és un municipi de la província d'Holanda del Sud, al sud dels Països Baixos. Es va crear l'1 de gener de 2015 amb la fusió dels municipis de Bernisse i Spijkenisse. El nou municipi té uns 85.000 habitants repartits sobre una superfície de 98,74 km² (dels quals 16,49 km² corresponen a aigua).

## Centres de població
Abbenbroek, Biert, Geervliet, Heenvliet, Oudenhoorn, Simonshaven, Zuidland, Hekelingen, Den Hoek i Beerenplaat.